# Aeroportul Internațional Košice
Aeroportul Internațional Košice (în slovacă Medzinárodné letisko Košice) (IATA: KSC, ICAO: LZKZ)  este un aeroport internațional care deservește Košice, Slovacia. Este al doilea cel mai mare aeroport internațional din Slovacia. Se află la 6 kilometri sud de Catedrala Sf. Elisabeta, la 230 metri deasupra nivelului mării și are o suprafață de 3,50 km2. Acesta deservește atât zboruri regulate, cât și charter, interne și internaționale. Capacitatea aeroportului este în prezent de 800.000 de pasageri pe an.

## Istorie
Construcția aeroportului de astăzi a început în 1950 în apropiere de suburbia din Barca. În 1954, construcția a început la prima parte a noului terminal de pasageri, la hangar și la noul turn de control. În 1955 au început zboruri directe între Košice și Praga. Alimentarea electrică a fost îmbunătățită de transformatoare mai puternice în 1962. Creșterea traficului a necesitat un terminal de pasageri mai mare la mijlocul anilor 1960. Înființarea Academiei Forțelor Aeriene SNP în 1973 a întărit aviația în republica cehoslovacă. Între 1974 și 1977, pista a fost mărită cu 1.100 metri, iar sursa de alimentare a fost reconstruită și un sistem de iluminare a fost instalat pentru a satisface specificațiile Categoria II ale Organizației Internaționale a Aviației Civile. Din 2004, aviația militară nu mai are acces la acest aeroport. 

## Terminale
Suprafața totală a terminalului 1 este de 4.456 m2, din care o suprafață mai mare de 3.500 m2 este concepută pentru transportul de călători. Facilitățile includ plecări internaționale și interne, agenții de turism și aviație, o grădiniță, o cameră izolată fonic și un salon de afaceri confortabil. Există, de asemenea, restaurante, cabine de închiriere de mașini și mici magazine. 

## Linii aeriene și destinații
Următoarele companii aeriene oferă servicii charter regulate, sezoniere și charter spre și de la aeroportul din Košice:
| Linii aeriene       | Destinații                                                              |
| ------------------- | ----------------------------------------------------------------------- |
| Austrian Airlines   | Vienna                                                                  |
| Bulgaria Air        | Charter sezonier: Burgas (din 22 iunie 2019)                            |
| Cyprus Airways      | Sezonier: Larnaca (din 11 iunie 2019)                                   |
| Czech Airlines      | Prague                                                                  |
| Eurowings           | Sezonier: Düsseldorf                                                    |
| LOT Polish Airlines | Warsaw–Chopin                                                           |
| Ryanair             | London–Southend                                                         |
| Smartwings Slovakia | Sezonier: Antalya (din 31 mai 2019), Burgas, Heraklion, Larnaca, Rhodes |
| Turkish Airlines    | Istanbul                                                                |
| Wizz Air            | London–Luton                                                            |

## Statistici

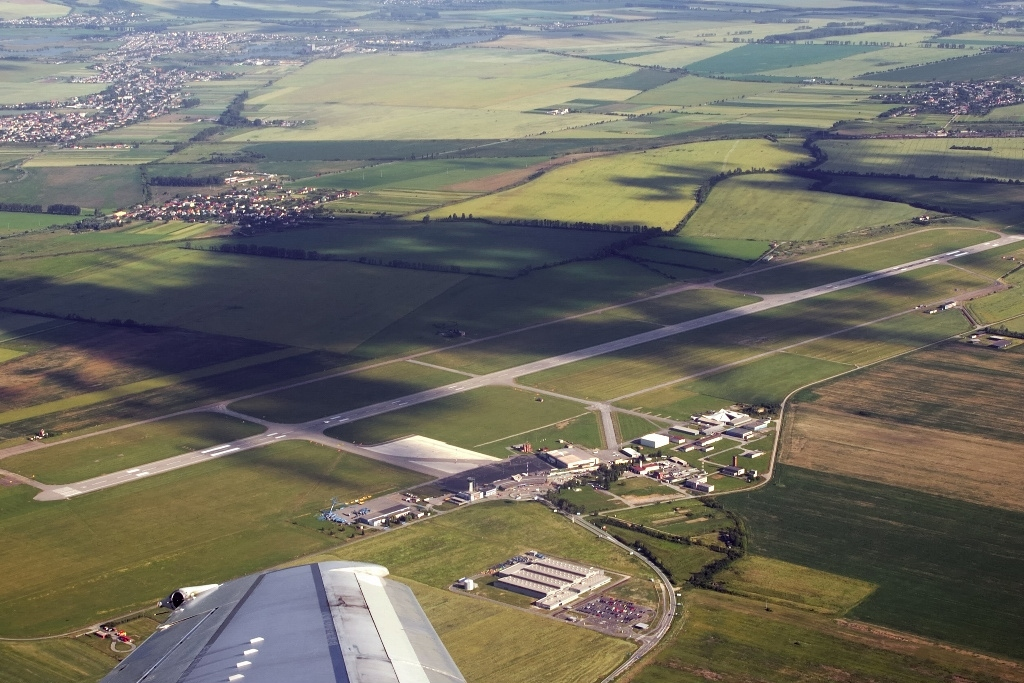
Vedere aeriană a Aeroportului din Košice

Statistici cu pasagerii și transportul de marfă din 2000: 
| An   | Pasageri | Diferența | Marfă (în tone) |
| ---- | -------- | --------- | --------------- |
| 2000 | 125844   |           | 277             |
| 2001 | 138083   | ▲ 9,7%    | 500             |
| 2002 | 161827   | ▲ 17,2%   | 257             |
| 2003 | 187716   | ▲ 16,0%   | 322             |
| 2004 | 231410   | ▲ 23,3%   | 368             |
| 2005 | 269885   | ▲ 16,6%   | 448             |
| 2006 | 343818   | ▲ 27,4%   | 323             |
| 2007 | 443448   | ▲ 29,0%   | 264             |
| 2008 | 590919   | ▲ 33,3%   | 457             |
| 2009 | 352460   | ▼ 40.4%   | 446             |
| 2010 | 266858   | ▼ 24.3%   |                 |
| 2011 | 266143   | ▼ 0.3%    |                 |
| 2012 | 235754   | ▼ 11.4%   |                 |
| 2013 | 237165   | ▲ 0,6%    |                 |
| 2014 | 356750   | ▲ 50,4%   |                 |
| 2015 | 410400   | ▲ 15,0%   |                 |
| 2016 | 436696   | ▲ 6,4%    | 88              |
| 2017 | 496708   | ▲ 13,7%   | 106             |
| 2018 | 542,026  | ▲ 9,1%    |                 |